# Фэтти и Минни Хи-Хо
«Фэтти и Минни Хи-Хо» (англ. Fatty and Minnie He-Haw) — американская короткометражная кинокомедия Роско Арбакла 1914 года.

## Сюжет
Фатти ссаживают поезда и он оказывается в маленьком индейском поселении, где в него влюбляется Минни Хи-хо, одна из жительниц поселка.

## В ролях
- Роско 'Толстяк' Арбакл — Фэтти
- Минни Деверо — Минни Хи-хо
- Минта Дёрфи — Минта
- Джозеф Свикард — отец Минты
- Гарри Маккой — пьяница
- Джо Бордо — бармен
- Билли Гилберт — ковбой в баре
- Уильям Хаубер — ковбой в баре
- Фрэнк Хейз — сельский житель в баре
- Слим Саммервилл — охранник железной дороги (в титрах не указан)